# Automobili Turismo e Sport
Automobili Turismo e Sport – włoski producent samochodów, zespół wyścigowy i dostawca silników, funkcjonujący w latach 1963–1965.
Do utworzenia firmy doszło na skutek rozłamu w Ferrari. Założycielami ATS byli Carlo Chiti i Giotto Bizzarrini, którzy założyli sobie bezpośrednie konkurowanie z Ferrari, zarówno jeśli chodzi o samochody produkcyjne, jak i wyścigowe. Chiti i Bizzarrini dzięki wsparciu finansowemu Giovanniego Volpiego wybudowali samochód sportowy oraz samochód Formuły 1.
Samochodem sportowym był model 2500 GT, małe coupé z nadwoziem Michelotti. Silnik V8 o pojemności 2,5 l osiągał moc 245 KM i rozwijał prędkość do 257 km/h. Zbudowano jedynie 12 sztuk tego modelu.
Samochód Formuły 1 miał oznaczenie 100 bądź Tipo 100. Był wyposażony w silnik konstrukcji ATS V8 o pojemności 1,5 litra. Nadwozie było kopią przestarzałego modelu Ferrari 156. Kierowcami ATS zostali byli kierowcy Ferrari, Phil Hill i Giancarlo Baghetti. Sezon był jednak nieudany i Chiti rozwiązał zespół. Silników ATS używały później takie zespoły jak Derrington-Francis czy Moser.
Po rozwiązaniu ATS, Bizzarrini przeniósł się do Lamborghini, a później produkował własne samochody pod marką Bizzarrini. Chiti natomiast założył firmę Autodelta, która ściśle współpracowała z Alfa Romeo w następnych dziesięcioleciach.

## Wyniki
| Legenda oznaczeń w tabelach wyników Wyświetl szablon na nowej stronie | Legenda oznaczeń w tabelach wyników Wyświetl szablon na nowej stronie                                                                     |
| Oznaczenie                                                            | Wyjaśnienie |
| --------------------------------------------------------------------- | --- |
| Złoty                                                                 | Zwycięzca lub mistrzostwo |
| Srebrny                                                               | 2. miejsce lub wicemistrzostwo |
| Brązowy                                                               | 3. miejsce lub II wicemistrzostwo |
| Zielony                                                               | Ukończył, punktował (w klasyfikacji generalnej, gdy zdobył co najmniej jeden punkt na przestrzeni sezonu, poza trzema powyższymi opcjami) |
| Niebieski                                                             | Ukończył, nie punktował (w klasyfikacji generalnej, gdy nie zdobył co najmniej jednego punktu na przestrzeni sezonu)                      |
| Czerwony                                                              | Nie zakwalifikował się (NZ) |
| Czerwony                                                              | Nie prekwalifikował się (NPK) |
| Różowy                                                                | Nie ukończył (NU) |
| Różowy                                                                | Niesklasyfikowany (NS) (w klasyfikacji generalnej, gdy nie został sklasyfikowany w żadnym wyścigu sezonu)                                 |
| Czarny                                                                | Zdyskwalifikowany (DK) |
| Czarny                                                                | Wykluczony (WYK/EX) |
| Biały                                                                 | Nie wystartował (NW) |
| Biały                                                                 | Kontuzjowany (K/INJ) |
| Biały                                                                 | Wyścig odwołany (OD/C) |
| Bez koloru                                                            | Został wycofany (WYC/WD) |
| Bez koloru                                                            | Nie przybył (NP/DNA) |
| Bez koloru                                                            | Nie brał udziału w treningach (NT/DNP) |
| Bez koloru                                                            | Nie został zgłoszony (–) |
| Pogrubienie                                                           | Start z pole position |
| Kursywa                                                               | Najszybsze okrążenie wyścigu |
| †                                                                     | Nie ukończył, ale jego rezultat został zaliczony ze względu na przejechanie więcej niż 90% dystansu wyścigu.                              |
| *                                                                     | Sezon w trakcie |
| 1/2/3                                                                 | Punktowana pozycja w sprincie kwalifikacyjnym                                                                                             |
| Lista systemów punktacji Formuły 1                                    | |

| Sezon | Samochód | Silnik         | Opony | Kierowcy           | Wyniki w poszczególnych eliminacjach | Wyniki w poszczególnych eliminacjach | Wyniki w poszczególnych eliminacjach | Wyniki w poszczególnych eliminacjach | Wyniki w poszczególnych eliminacjach | Wyniki w poszczególnych eliminacjach | Wyniki w poszczególnych eliminacjach | Wyniki w poszczególnych eliminacjach | Wyniki w poszczególnych eliminacjach | Wyniki w poszczególnych eliminacjach | Wyniki kierowców | Wyniki kierowców | Wyniki konstruktora | Wyniki konstruktora |
| 1963  |          |                |       |                    | Monako                               | Belgia                               | Holandia                             | Francja                              | Wielka Brytania                      |                                      | Włochy                               | Stany Zjednoczone                    | Meksyk                               |                                      | Pkt.             | Msc.             | Pkt.                | Msc.                |
| ----- | -------- | -------------- | ----- | ------------------ | ------------------------------------ | ------------------------------------ | ------------------------------------ | ------------------------------------ | ------------------------------------ | ------------------------------------ | ------------------------------------ | ------------------------------------ | ------------------------------------ | ------------------------------------ | ---------------- | ---------------- | ------------------- | ------------------- |
| 1963  | ATS 100  | ATS 100 1.5 V8 | D     | Phil Hill          |                                      | NU                                   | NU                                   |                                      |                                      |                                      | 11                                   | NU                                   | NU                                   |                                      | 0                | NS               | 0                   | NS                  |
| 1963  | ATS 100  | ATS 100 1.5 V8 | D     | Giancarlo Baghetti |                                      | NU                                   | NU                                   |                                      |                                      |                                      | 15                                   | NU                                   | NU                                   |                                      | 0                | NS               | 0                   | NS                  |